# 戸田唯巳
戸田 唯巳（とだ ただみ、1919年8月12日 - 没年不明）は、教育者。

## 生涯
兵庫県出身。1939年兵庫師範学校卒、小学校教諭となり、西宮市立瓦木小学校教諭、1960年西宮市立安井小学校教諭、1961年教頭、1965年西宮市立名塩小学校校長、西宮市立大社小学校校長、1985年退職。1957年小砂丘忠義賞受賞。

## 著書
- 『学級というなかま』牧書店 1956
- 『三つの鐘』遠藤啄郎絵 東西文明社 少年少女基本学校図書全集 1956
- 『子どもについて行く』のじぎく文庫 1958
- 『教科の好ききらい そのなおし方』明治図書出版 母と教師を結ぶ文庫 1965
- 『意地悪先生 教師から母親へ』誠文堂新光社 1968
- 『おかあさんの知恵』明治図書出版 シリーズ・現代家庭教育新書 1968
- 『子どもに叱られながら 校長からの手紙』あすなろ書房 1970
- 『低学年の指導』明治図書出版 1970
- 『作文=どのように書かせるか』明治図書出版 1973
- 『子どもの求めているもの』明治図書出版 シリーズ・現代家庭教育新書 1976
- 『綴方と教師』新評論 1976
- 『学校と家庭の間』明治図書出版 シリーズ・現代家庭教育新書 1978
- 『子どもの心をつかむ話 ポケットの話』明治図書出版 シリーズ・現代家庭教育新書 1978
- 『子どもの目・子どもの芽 いま教育に心があるか』教育史料出版会 母と子選書 1980
- 『続・作文=どのように書かせるか』明治図書出版 1980
- 『教師つまずきからの出発』あゆみ出版 1981
- 『こんな一言が子どもをダメにする』明治図書出版 みんなで考える教育問題 1981
- 『怒らないできいて 現代子ども目安箱』教育史料出版会 母と子選書 1982
- 『子どもの世界 1 (子どもの待っている一言)』明治図書出版 1984
- 『教師の話し方』若い教師のための授業入門 授業技術研究所編 明治図書出版 1984
- 『子どもの世界 3 (手紙で訴える子ども)』明治図書出版 1985
- 『子どもの世界 2 (子どもの目は澄んでいる)』明治図書出版 1985
- 『あのねお母さん 子どもは考えている』雷鳥社 1987
- 『子どもをダメにする教師』明治図書出版 教育新書 1987
- 『ダメな子はいない』雷鳥社 1989
- 『子どもの思い シリーズ子どもを読む』母と子社 1990
- 『あせらないでお母さん "学業"だけが全部ではない』雷鳥社 1991
- 『子どもと学校 お母さん、これだけは』雷鳥社 1992
- 『「作文嫌い」はこうして生まれる』明治図書出版 国語教育ブックレット 1992
- 『お母さんと先生のつきあい方』教育史料出版会 1994

### 共著編
- 『けんかはあかん 子どものつくった物語』編 麦書房 雨の日文庫 1958
- 『文集活動99の相談』編 明治図書出版 教師のための相談選書 1958
- 『わたしたちは考える 家庭生活』共著 五百住乙絵 牧書店 子どもの生活シリーズ 1960
- 『子どもが親を嫌う時 2 (小学生の作文から)』鈴木道太,平野彧共編 明治図書出版 シリーズ・現代家庭教育新書 1974

## 論文
- Cinii